# Lâm Tế lục
Lâm Tế Lục (tiếng Trung: 臨濟錄/ Lín jì lù)  (Rinzairoku), hay Lâm Tế Ngữ Lục, có tên đủ (toàn danh) Trấn châu Lâm tế Tuệ chiếu thiền sư ngữ lục (tiếng Trung: 镇州临济慧照禅师语录/ Zhèn zhōu lín jì huì zhào chánshī yǔlù) là một bản thiền tông kinh điển, được biên soạn bởi Tam Thánh Huệ Nhiên (tiếng Trung: 三圣慧然/ Sān shèng huìrán) vào đời Đường, ghi lại những pháp ngữ  và hành động của sư Lâm Tế Nghĩa Huyền (tiếng Trung: 臨濟義玄/ Lín jì yìxuán) được thu vào Đại chính tạng tập 47, và được Lâm Tế tông coi là bộ Ngữ lục (tiếng Trung: 語錄/ Yǔlù) (epigram) quan trọng nhất.

## Nhận xét
Thiền sư Nhật Bản Suzuki Daisetsu Teitarō trong Lâm tế đích cơ bản tư tưởng (tiếng Trung: 临济的基本思想/ Lín jì de jīběn sīxiǎng) cho biết Khái niệm 'người' là chìa khóa của cuốn sách và cũng là cốt lõi của tinh thần thiền thực sự, được nhiều người coi là thiền tông tốt nhất chúng ta đang có

## Nội dung
Sách này được chia làm 3 phần: Ngữ lục, Khám biện (tiếng Trung: 勘辨/ Kān biàn) và Hành lục. Phần Ngữ lục trình bày về Tứ hát, Tứ tân chủ, Tam huyền tam yếu, Tứ liệu giản v.v...; phần Khám biện nói về cơ duyên vấn đáp với các bậc tôn túc khi Lâm Tế du phương tham vấn các nơi; còn phần Hành lục thì nói về hành trạng và truyện kí của ông. Phần nổi tiếng nhất trong nội dung sách này là Tứ liệu giản, đó là: Đoạt nhân bất đoạt cảnh, Đoạt cảnh bất đoạt nhân, Nhân cảnh câu đoạt, Nhân cảnh câu bất đoạt... Sau khi Lâm Tế thị tịch được 254 năm, thì sư Viên Giác Tông Diễn ở núi Cổ sơn thuộc Phúc châu mới khắc lại bộ Ngữ lục này vào năm Tuyên hòa thứ 2 (1120) đời Bắc Tống. Vấn đề nội dung bản Ngữ lục khắc lại này với bộ Ngữ lục trước năm Tuyên hòa thứ 2 có giống nhau hay không thì không thể khảo chứng được, vì thiếu tư liệu. Bản lưu hành hiện nay là bản khắc lại.